# Люте сонце, люте небо
«Люте сонце, люте небо» (ісп. Rabioso sol, rabioso cielo) — мексиканська чорно-біла фентезійна драма 2009 року, поставлена режисером Хуліаном Ернандесом; химерна суміш міфології, гомоеротизму і сексу. На 59-му Берлінському міжнародному кінофестивалі 2009 року фільм удостоєно премії «Тедді» «За високий професіоналізм і операторську майстерність у використанні кольору і звуку для дослідження кохання, бажання і сексуальності, проведеного у рамках древньої міфології у поєднанні з сучасною урбаністикою» .

## Сюжет
У основі сюжету напівміфічна історія кохання двох юнаків — Кірі і Ріо.

Фільм розпочинається із зустрічі таємничої жінки Татеї і Ріо. Відразу після їхнього інтимного зв'язку у Ріо вдома Татеї пророкує юнакові справжнє кохання і буквально зникає у вікні. Уся перша половина стрічки супроводжується численними сценами одностатевих стосунків між чоловіками. Ріо в кінотеатрі зустрічає хлопця на ім'я Кірі. Вони закохуються один в одного. У Ріо закоханий також молодий чоловік Тарі, який з ревнощів убиває Ріо і ховає тіло в печері. Кірі вирушає на пошуки коханого і, за допомогою богині, схожої на Татеї, знаходить його мертвим у печері. Кірі вбиває Тарі і приносить себе в жертву, щоб повернути Ріо до життя.
У фіналі Кірі, Тарі, Ріо і Татеї опиняються разом в одній кімнаті.

## У ролях
| Хорхе Бесерра      | ···· | Кірі    |
| Гільєрмо Віллегас  | ···· | Ріо     |
| Джованна Закаріас  | ···· | Татеї   |
| Хоакін Родрігес    | ···· | Андрес  |
| Хуан Карлос Торрес | ···· | Умберто |
| Фабіан Стороніоло  | ···· | Серхіо  |
| Арольд Торрес      | ···· | Бруно   |

## Художні особливості
Назва фільму з'являється в кадрі лише після двогодинного перегляду. У стрічці, яка триває майже три години, практично відсутні діалоги. Камера оператора знаходиться в постійному русі. Усе це нагадує експерименти кінематографістів французької нової хвилі.

## Визнання
| Нагороди та номінації фільму «Люте сонце, люте небо» | Нагороди та номінації фільму «Люте сонце, люте небо» | Нагороди та номінації фільму «Люте сонце, люте небо» | Нагороди та номінації фільму «Люте сонце, люте небо» | Нагороди та номінації фільму «Люте сонце, люте небо» | Нагороди та номінації фільму «Люте сонце, люте небо» |
| Рік                                                  | Кінофестиваль/кінопремія                             | Категорія/нагорода | Номінант                                             | Результат                                            | Результат                                            |
| ---------------------------------------------------- | ---------------------------------------------------- | --- | ---------------------------------------------------- | ---------------------------------------------------- | ---------------------------------------------------- |
| 2009                                                 | 59-й Берлінський міжнародний кінофестиваль           | Премія Тедді «за високий професіоналізм і операторську майстерність у використанні кольору і звуку для дослідження кохання, бажання і сексуальності, проведеного у рамках древньої міфології у поєднанні з сучасною урбаністикою» | Люте сонце, люте небо                                | Перемога                                             | [ 2 ]                                                |